# 侯华梅
侯华梅（1960年—），河北邯郸人，汉族，中华人民共和国政治人物。

## 生平
毕业于河北省委党校，加入九三学社。2013年，被选为全国人大代表。2018年2月24日，当选为第十三届全国人大代表。